# Locomotion
Locomotion er et computerspil der handler om infrastruktur, dvs. skibe, fly, toge, busser og lastbiler. Det går i sin enkelhed ud på at etablere transportruter fra en udbyder til en efterspørger. Jo hurtigere man kan fragte godset eller passagererne jo flere penge modtager man. Spillet har en real-life økonomi som fluktuerer. En transportrute kunne f.eks. være at fragte kul fra en kulmine til et kraftværk eller passagerer fra en by til en anden.
Som spiller skal man selv udføre anlægsarbejdet for lånte penge, som der naturligvis betales renter af. Ligeledes betaler man for anlægsarbejdet. Konstruktionen foretages i en af de mange scenarier der følger med. Man kan også designe sine egne scenarier.
| computerspil | Spire Denne computerspilsrelaterede artikel er en spire som bør udbygges. Du er velkommen til at hjælpe Wikipedia ved at udvide den. |